# カリカリ梅

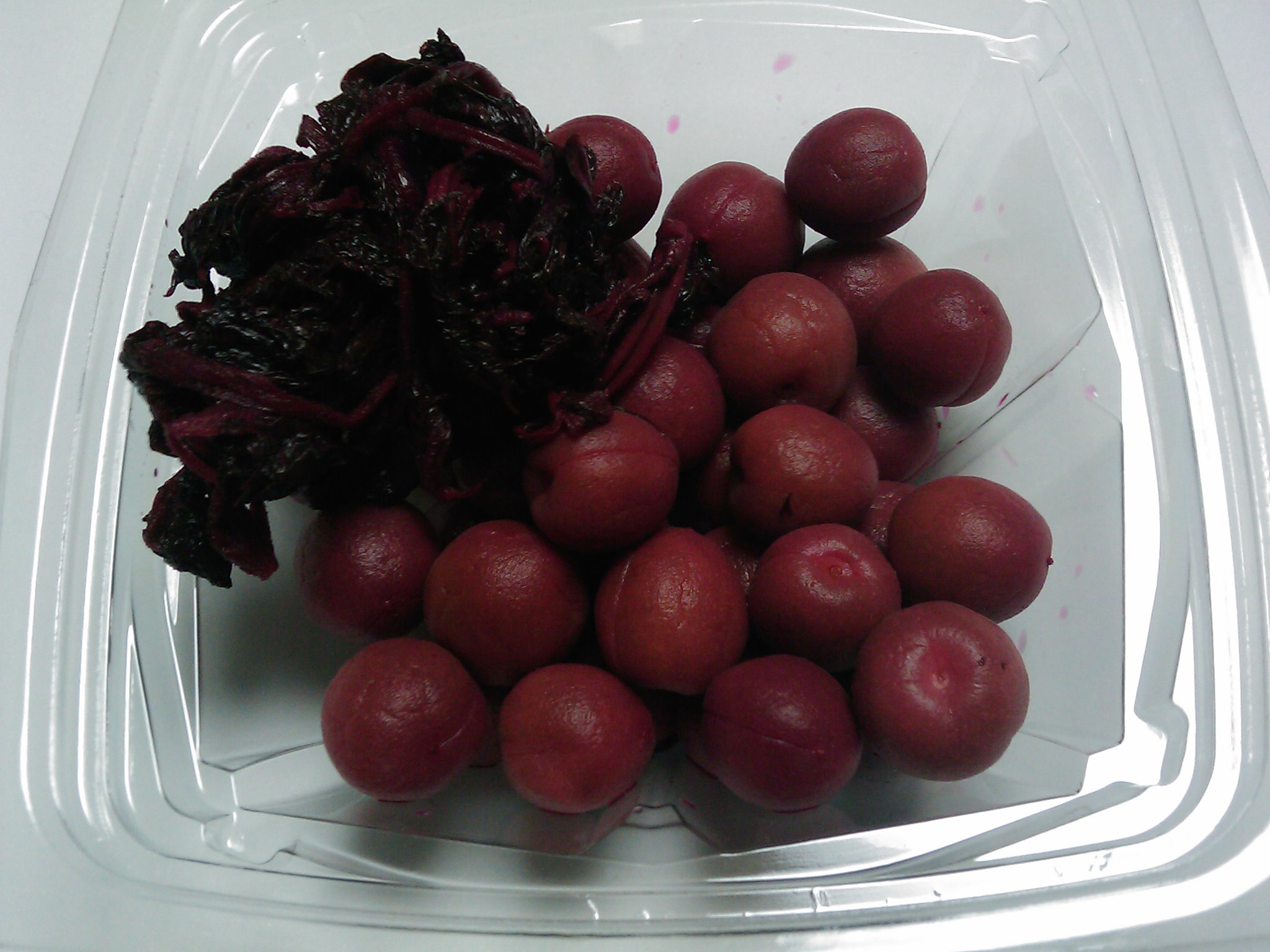
龍峡小梅で作ったカリカリ梅

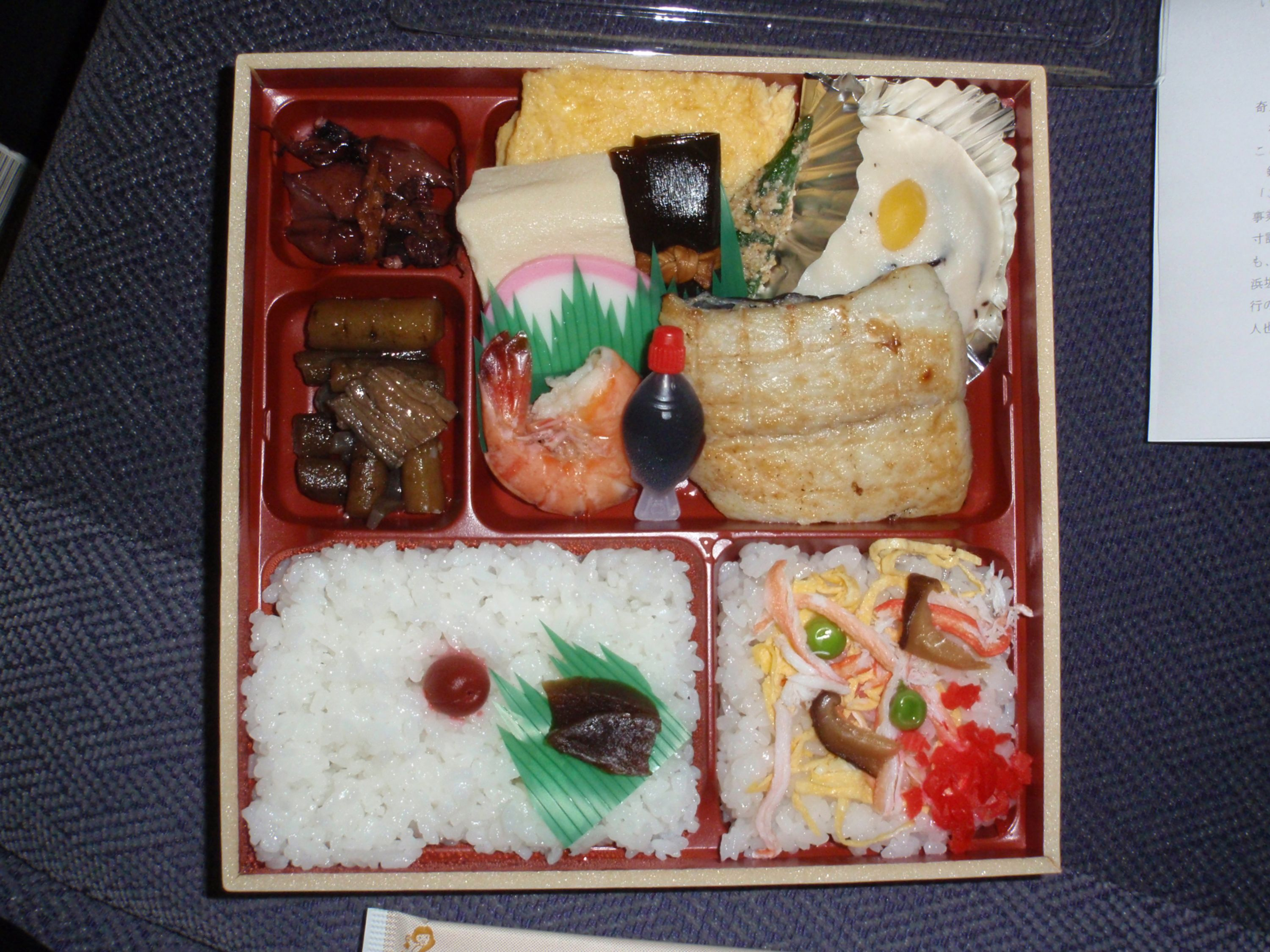
駅弁のご飯に乗せられたカリカリ梅

カリカリ梅（カリカリうめ）は、未熟の小梅を使用した小粒の梅漬の一種。
「カリカリ梅干」と間違えて呼ばれることがある。しかし、梅干しの工程にみられる土用干しがなく、梅漬けの一種であり梅干しとは区別される。

## 概要
一般的には5月下旬に未熟の梅の実を収穫し、収穫から時間を置かずに加工する。小ウメ品種の果実を使用することもある。梅の実は塩漬けするとペクチンの性質により柔らかくなるため塩漬け時にカルシウムを添加する（ペクチン酸カルシウムとして硬化させる）。また、塩漬けの工程では表面にシワが寄らないように毎日少しずつ塩分濃度を上げる追い塩が行われる。
市販品については群馬県の赤城フーズ株式会社が農家の梅漬けを参考にして日本で初めて商品化に成功したとされる。
コンビニエンスチェーンを中心に、調味された後に種を抜いたカリカリ梅が流通しているが、これは栃木県の株式会社 壮関が種抜きオリーブをヒントに開発したとされている。

## 作り方
用意するもの
- 未成熟の青梅（小梅か中梅が作りやすい）
- あら塩（カルシウム含有量が高いものが望ましい、後述のカルシウム分を別途用意するのであれば精製塩でも可）：青梅の重量比10～20％程度
- ホワイトリカー又は焼酎（甲類）適量
- 清潔な乾燥した保存容器
- 炭酸カルシウム粉末又はカリカリ梅の素（商品名は色々）：きれいに洗って乾燥した卵の殻や貝殻でも可
- 赤紫蘇：梅酢が出てから使用する

用意した青梅を水で洗って竹串などを使ってヘタを取る。水気を切って表面が乾燥したらホワイトリカー若干量を梅の実に振り掛ける。この表面が濡れた状態の青梅に適量の塩を振り掛けてごしごしとかなり強めに揉む。青梅表面の緑色が濃くなったら保存容器に移し、カルシウム分を（貝殻や卵の殻の場合はガーゼ等に入れて）添加し残りの塩を振り掛ける。数日間に渡って青梅から梅酢が染み出すので時々容器を揺すって塩分が満遍なく青梅に行き渡るようにする。
梅酢が十分に染み出したら梅の実と梅酢を別容器に分離する。未着色でも良ければこれでカリカリ梅の完成である。赤いカリカリ梅を作る場合は赤紫蘇が出回る季節を待つ。赤紫蘇が手に入ったら茎から葉っぱをちぎって水洗いを行い水気を切る。塩を振り掛けて両手で揉むと紫色のアク（灰汁）が出るので絞ってアクを捨てる。取り分けてあった梅酢に塩揉みした赤紫蘇の葉を漬けると鮮やかな赤色になるので、この赤く発色した梅酢をカリカリ梅に振り掛けてかき混ぜる。1回では十分に赤くならないので梅酢を塩揉みした赤紫蘇の葉とカリカリ梅との間で1日置きに何度か往復させると濃い赤色になる。

### 注意点
- カリカリ梅の種の中の身は、青酸配糖体が含まれており、この部分は猛毒なため食べられない。
- 青梅は見た目が青くても、収穫から時間が経過しているとペクチンの水溶化が起こってカリカリした食感にならないことが多い。収穫してからそれほど時間の経っていない新鮮で未成熟な果実を使う必要がある。
- 塩揉みした青梅から梅酢を染み出させる数日間冷蔵庫で保管するとカリカリ感が残りやすい。
- 赤紫蘇の葉を塩揉みしてアク抜きを行う時は大量の塩を使わなくても問題ないが、梅酢と反応させた後保存する時は、塩分を追加しないと白カビが生えて腐敗することがある。
- 生の赤紫蘇の葉を使わず、梅干用として売られているパック入りの「紫蘇梅酢」を使用しての着色もできる。ただし市販品には酢酸が添加されている場合がほとんどなので、赤紫蘇のみの時と比べて若干味が異なる。